# 野多目
野多目（のため）は、福岡県福岡市南区にある地名。1丁目から6丁目までが設置されている。郵便番号は811-1347。

## 概要
福岡市南区の中南部に位置し、主に住宅地となっている。町内には国立病院機構九州がんセンターがある。また、福岡高速環状線5号線が東西に通っており、野多目出入口が町内にある。

## 歴史

### 町域の変遷
| 住居表示実施後               | 実施年月日         | 住居表示実施前（各大字の一部）               |
| ---------------------------- | ------------------ | -------------------------------------------- |
| 野多目一丁目から野多目六丁目 | 1986年（昭和61年） | 大字野多目・大字下曰佐・大字和田・大字屋形原 |

## 主な施設

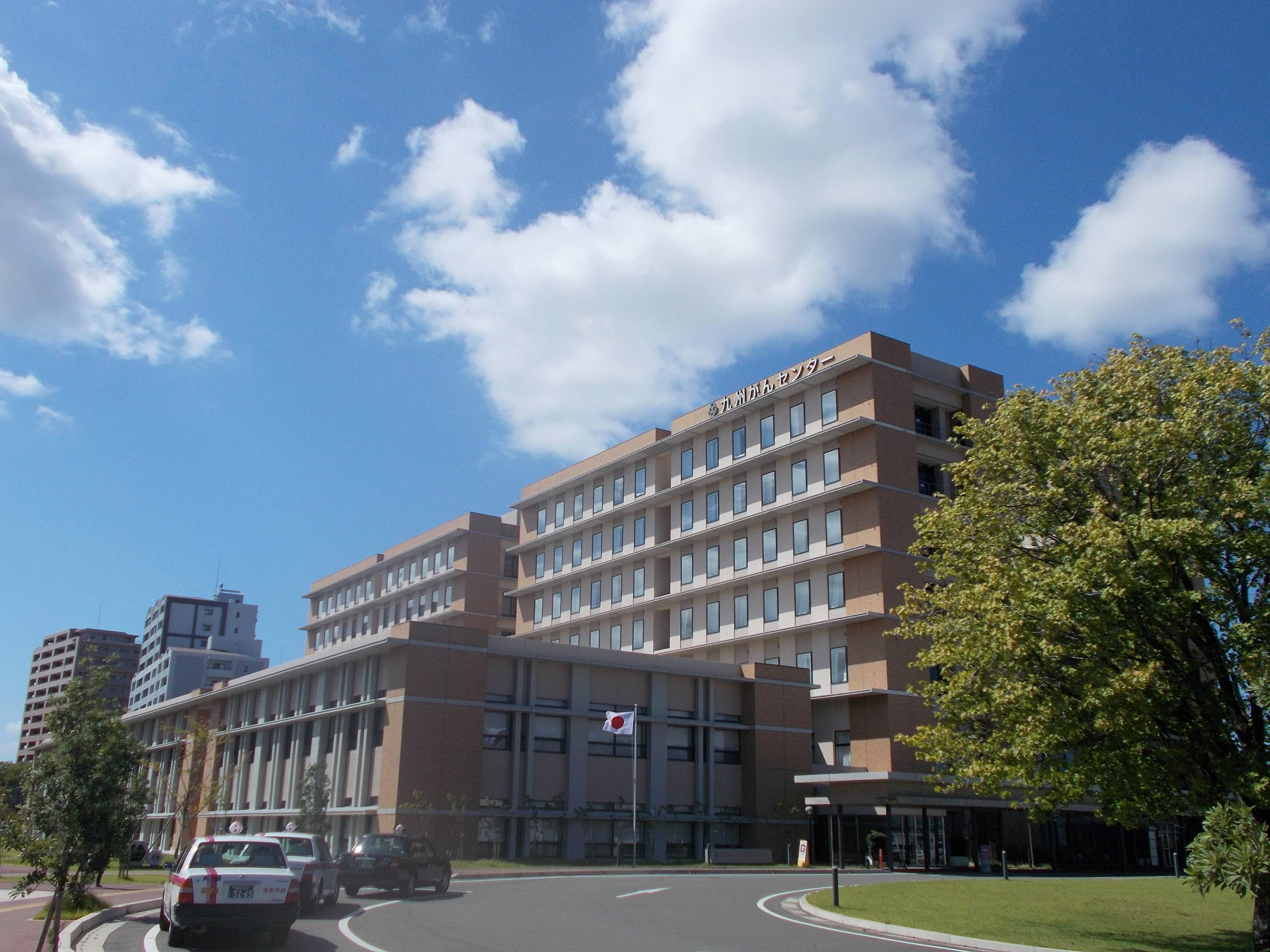
国立病院機構九州がんセンター

- 国立病院機構九州がんセンター
- ダイキョープラザ野多目店

### 教育施設
- 福岡市立野多目小学校

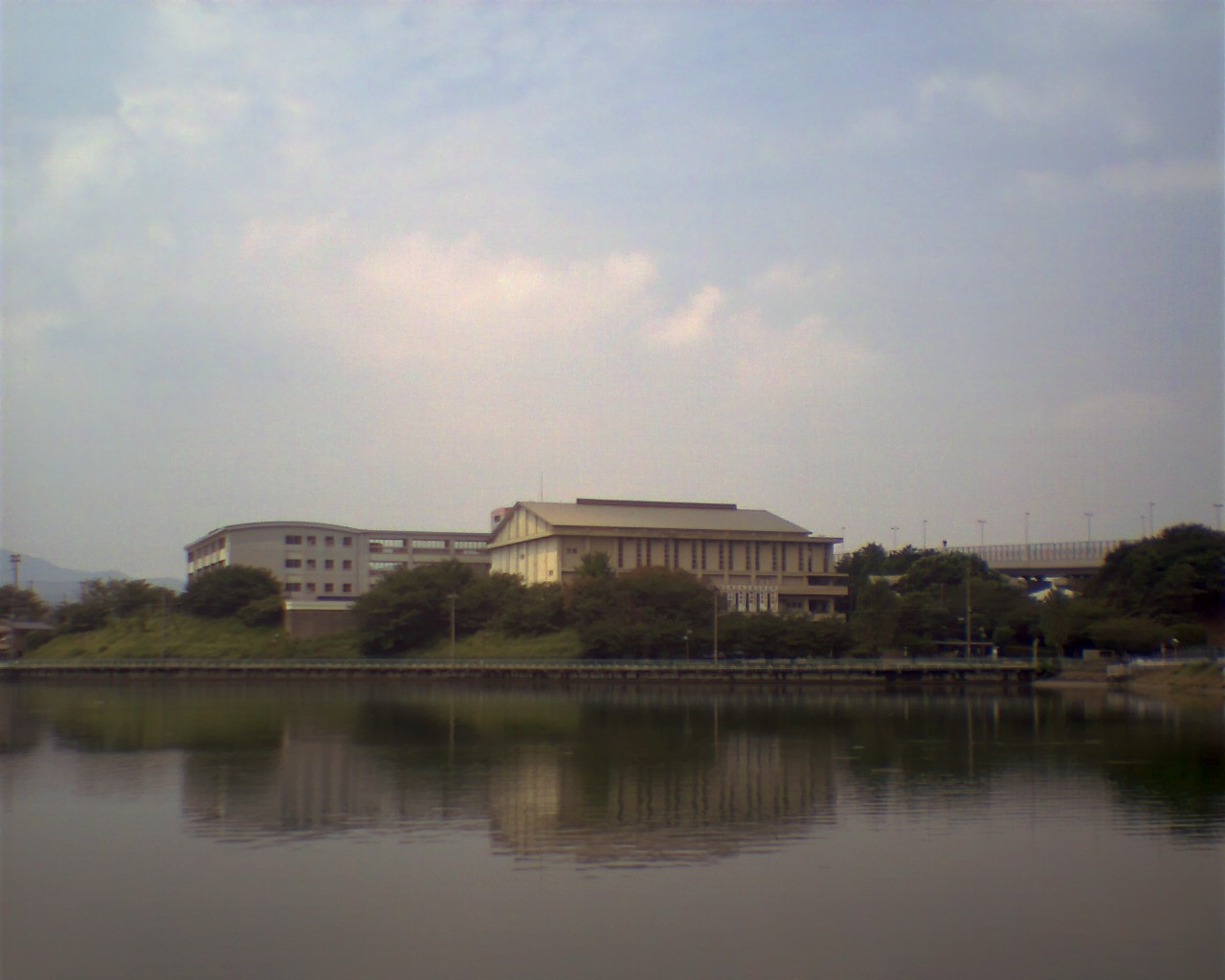
野多目大池より福岡市立福翔高等学校を望む

※1丁目～3丁目、4丁目1番～13番,18番（1号～14号,61号～82号）,19番～30番、5丁目2番（1号～5号,31号～35号）は福岡市立野多目小学校、		4丁目14番～17番,18番（15号～60号）,31番,32番、6丁目は福岡市立老司小学校、5丁目1番,2番（6号～30号）,3番～34番は福岡市立東花畑小学校の校区となっている。
- 福岡市立福翔高等学校

## 名所・旧跡
- 野多目大池 - 福岡市内最大の農業用ため池[3]。
- 野多目遺跡群[4]
- 照天神社 - 祭神は「伊邪那岐（イザナギ）大神」「伊邪那美（イザナミ）大神」。日本で最初に「夫婦神」を祀った神社[5]。

## 交通

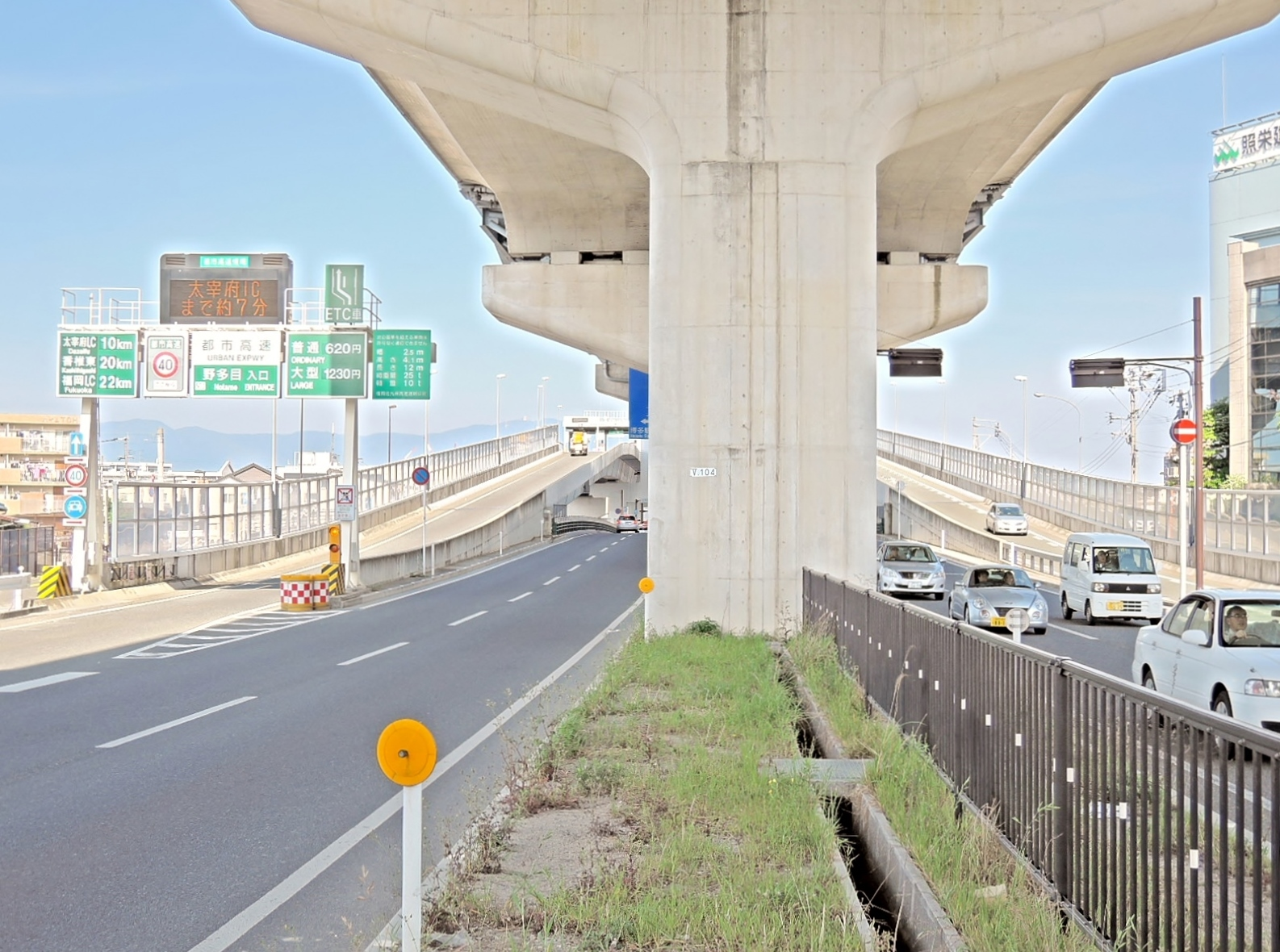
福岡高速道路環状線内回り野多目出入口。左側、太宰府、板付方面への入口。右側、太宰府、板付方面からの出口。

### 道路
- 国道202号（福岡外環状道路）
- 国道385号（みやけ通り）
- 福岡高速環状線5号線野多目出入口

### 鉄道
町内に鉄道は通っていない。

### バス
- 西鉄バス
  - 野多目
  - 野多目二丁目
  - 野多目小学校前
  - 野多目ランプ入口
  - レークヒルズ野多目
  - レークヒルズ入口
  - レークヒルズ中央
  - 九州がんセンター
  - 福翔高校
  - 松ヶ枝口
  - 浦の谷
  - 老司団地
  - 屋形原二丁目